# Зубарево (Борисоглебский район)
Зубарево — село в Борисоглебском районе Ярославской области России. Входит в состав Высоковского сельского поселения.

## География
Расположено в 15 км на северо-восток от центра поселения села Высоково и в 25 км на запад от райцентра посёлка Борисоглебский. 

## История
Церковь села Зубарева основана в 1820 году. Престолов в ней было три: святого и чудотв. Николая, препод. Сергия и св. Леонтия, Ростовского чудотворца. 
В конце XIX — начале XX село входило в состав Кондаковской волости Угличского уезда Ярославской губернии. 
С 1929 года село входило в состав Кондаковского сельсовета Борисоглебского района, с 1954 года — в составе Давыдовского сельсовета, с 2005 года — в составе Высоковского сельского поселения.

## Население
| 1859 | 1914 | 2007 | 2010 |
| ---- | ---- | ---- | ---- |
| 92   | ↗135 | ↘3   | →3   |

## Достопримечательности
В селе расположена действующая Церковь Николая Чудотворца (1820).